# Ruth Jebet
Ruth Jebet (født 17. november 1996) er en kenyansk atlet, der konkurrerer i hækkeløb, der konkurrerer internationalt for Bahrain .
Hun repræsenterede sit land under verdensmesterskaberne i atletik 2015 i Beijing, hvor hun blev nummer 11 i 3000 meter hækkeløb.
Hun vandt guld under Sommer-OL 2016 i 3000 meter forhindringsløb.